# Dietrich Hermann Hegewisch
Dietrich Hermann Hegewisch (født 15. december 1746 i Quakenbrück, død 4. april 1812) var en tysk historiker, far til Franz Hermann Hegewisch. 
Hegewisch vakte opmærksomhed ved Versuch einer Geschichte Karls des Grossen (1777) og blev 1780 kaldet til Kiel som professor i historie. Uagtet han tidligere ikke havde syslet meget med dette fag, indhentede han hurtig det forsømte og blev en både dygtig og yndet docent. 
Størst betydning blandt hans mangfoldige skrifter har hans fortsættelse i 2 bind af Christianis Geschichte den Herzogthümer Schleswig und Holstein, omfattende tidsrummet 1588-1694 (1801-02). En samling af hans Historisch-philosophischen und litterarischen Schriften er besørget af ham selv (2 bind, 1793).